# Ludwig Prautzsch
Ludwig Prautzsch (* 22. Oktober 1926 in Hardisleben, Thüringen; † 25. Dezember 2021) war ein deutscher Kirchenmusiker. Besondere Bedeutung erlangte er als Bachforscher, Dozent und Kirchenmusikdirektor.

## Leben und Wirken
Prautzsch wuchs in einem thüringischen Pfarrhaus auf und erhielt in Magdeburg bei Werner Tell Orgelunterricht. Von 1947 bis 1952 studierte er an der Hochschule für Musik Berlin Kirchenmusik unter Wolfgang Reimann und Joseph Ahrens. 1952 wurde er als Nachfolger von Herbert Kelletat an die Petri-Kirche in Soest (Westfalen) berufen. Es folgten elf Jahre als Kantor und Musikdozent des Hessischen Diakoniezentrums Hephata. 1968 wechselte Prautzsch nach Kassel, wo er 24 Jahre lang als Kantor der Kirche im Stadtteil Kirchditmold wirkte. Neben seiner Kantorentätigkeit nahm er weitere Aufgaben im Landesposaunenrat, in der Landessynode, im Verbandsrat der evangelischen Kirchenchöre, im Vorstand des Verbands kirchlicher Mitarbeiter und als Landesobmann der Kirchenmusiker wahr.
Ab 1992 war Prautzsch im Ruhestand und lebte mit seiner Frau Ingeborg in Kassel. Zu seinen fünf Kindern und 13 Enkelkindern hatte er regen Kontakt. In der Kirchenmusikalischen Fortbildungsstätte Schlüchtern hielt er Vorlesungen über Hymnologie, Musiktheorie und -geschichte.
Im Jahr 2008 wurde Ludwig Prautzsch für seine besonderen Verdienste um die Kirchenmusik die Heinrich-Schütz-Medaille verliehen. Diese höchste Auszeichnung der Evangelischen Kirche von Kurhessen-Waldeck im Bereich der Kirchenmusik wird für ein sehr hohes Engagement und außergewöhnliche Leistungen in der Kirchenmusik seit 2003 verliehen.
Sein wichtigstes Arbeitsgebiet war die Erforschung der verborgenen Symbolik in den Werken Johann Sebastian Bachs. 1976 war er an der Gründung der internationalen Arbeitsgemeinschaft für theologische Bachforschung beteiligt. Seine Arbeiten über die Verwendung symbolischer Zahlen im Werk von Johann Sebastian Bach erregten in der Fachwelt Aufsehen.
Ludwig Prautzsch starb am 25. Dezember 2021.

## Schriften
- Die verborgene Symbolsprache Johann Sebastian Bachs.
  - Band 1: Zeichen und Zahlenalphabet auf den Titelseiten der Kirchenmusik. Verlag Merseburger, Kassel 2004 (1. Aufl.) 2006 (2. Aufl.), ISBN 3-87537-298-0
  - Band 2: Zeichen und Psalmhinweise in der Kantate "Mein Herze schwimmt im Blut". Verlag Merseburger, Kassel, ISBN 3-87537-299-9
- Bachs Weihnachtsoratorium und die polnische Königswahl. Verlag Merseburger, Kassel 2011 (1. Aufl.), ISBN 978-3-87537-329-5
- Bibel und Symbol in den Werken Bachs. Schriftenreihe des Thomas-Morus-Bildungswerkes Schwerin; Bd. 4, ISBN 3-8311-1028-X
- Vor deinen Thron tret ich hiermit, Figuren und Symbole in den letzten Werken Johann Sebastian Bachs., Verlag Carus, Stuttgart 1980, ISBN 3-92305-303-7
- Das Soester Gloria und die Turmmusik auf St. Petri. Westfälische Verlags-Buchhandlung Mocker & Jahn 1958